# Juan Cruz Díaz Espósito
Juan Cruz Díaz Espósito (Quilmes, Argentina, 25 d'abril de 2000), conegut com a Juan Cruz, és un futbolista professional espanyol que juga com a migcampista ofensiu o d'extrem al CD Leganés.

## Carrera de club
Nascut a Quilmes, Argentina, Cruz va créixer a Rincón de la Victoria, Màlaga, Andalusia, i es va incorporar a l'equip juvenil del Málaga CF el 2010. Va fer el seu debut com a sènior amb el filial el 19 de novembre de 2017, entrant com a substitut de Nacho Abeledo a la segona part en un gol a casa de Tercera Divisió per 5-1 contra el Martos CD.
Cruz va debutar amb el seu primer equip i a la Lliga el 19 de maig de 2018, substituint a Mehdi Lacen en una derrota a casa per 0-1 contra el Getafe CF. L'1 de juliol de 2021, va signar un contracte de dos anys amb el Reial Betis després que expirés el seu contracte amb el Màlaga; va ser assignat a l'equip B.
El 21 d'octubre de 2022, cinc dies després del seu debut amb el primer equip amb els verdiblancs, Cruz va signar un nou contracte amb el club fins al 2025. Va marcar el seu primer gol com a professional nou dies després, marcant el primer gol en una victòria a casa per 2-0 davant la Reial Societat.
Ascendit definitivament al primer equip del Betis per a la temporada 2023-24, Cruz només va jugar poc abans de passar al CD Leganés de Segona Divisió cedit l'1 de febrer de 2024. Després de col·laborar en l'ascens a la primera categoria com a campió, va signar un contracte indefinit de quatre anys amb el club el 12 de juny.

## Palmarès
Leganés
- Segona Divisió: 2023–24

Espanya sub-18
- Jocs Mediterranis: Medalla d'Or 2018